# Colàxais
Colàxais (en grec antic: Κολάξαϊς Kolàxaïs) va ser, segons la mitologia grega, un rei dels escites, i un dels progenitors d'aquest poble.
Heròdot explica que en una terra desèrtica va aparèixer un home, Targítaos, fill de Zeus i d'una nimfa filla del riu Borístenes (Dniéper), que va tenir tres fills, Lipòxais, Harpòxais i Colàxais, el més petit. A la mort del seu pare van governar junts el territori fins que van caure del cel quatre objectes d'or: una arada, un jou, una copa i una sàgaris (una destral de guerra). Primer s'hi va acostar el fill gran, Lipòxais, i els objectes es van encendre. Quan s'hi va acostar Harpòxais va passar el mateix, i quan Colàxais hi va arribar els quatre objectes es van apagar i els va poder agafar amb les mans, emportant-se'ls a casa. Veient això, els dos germans grans van renunciar al regne, i Colàxais va quedar com a únic monarca.